# Радомно
Радомно (пол. Radomno, нім. Radem) — село в Польщі, у гміні Нове-Място-Любавське Новомейського повіту Вармінсько-Мазурського воєводства.
Населення — 556 осіб (2011).

## Демографія
Демографічна структура станом на 31 березня 2011 року:
|          | Загалом | Допрацездатний вік | Працездатний вік | Постпрацездатний вік |
| -------- | ------- | ------------------ | ---------------- | -------------------- |
| Чоловіки | 283     | 63                 | 196              | 24                   |
| Жінки    | 273     | 63                 | 158              | 52                   |
| Разом    | 556     | 126                | 354              | 76                   |